# Наука и техника в нацистской Германии

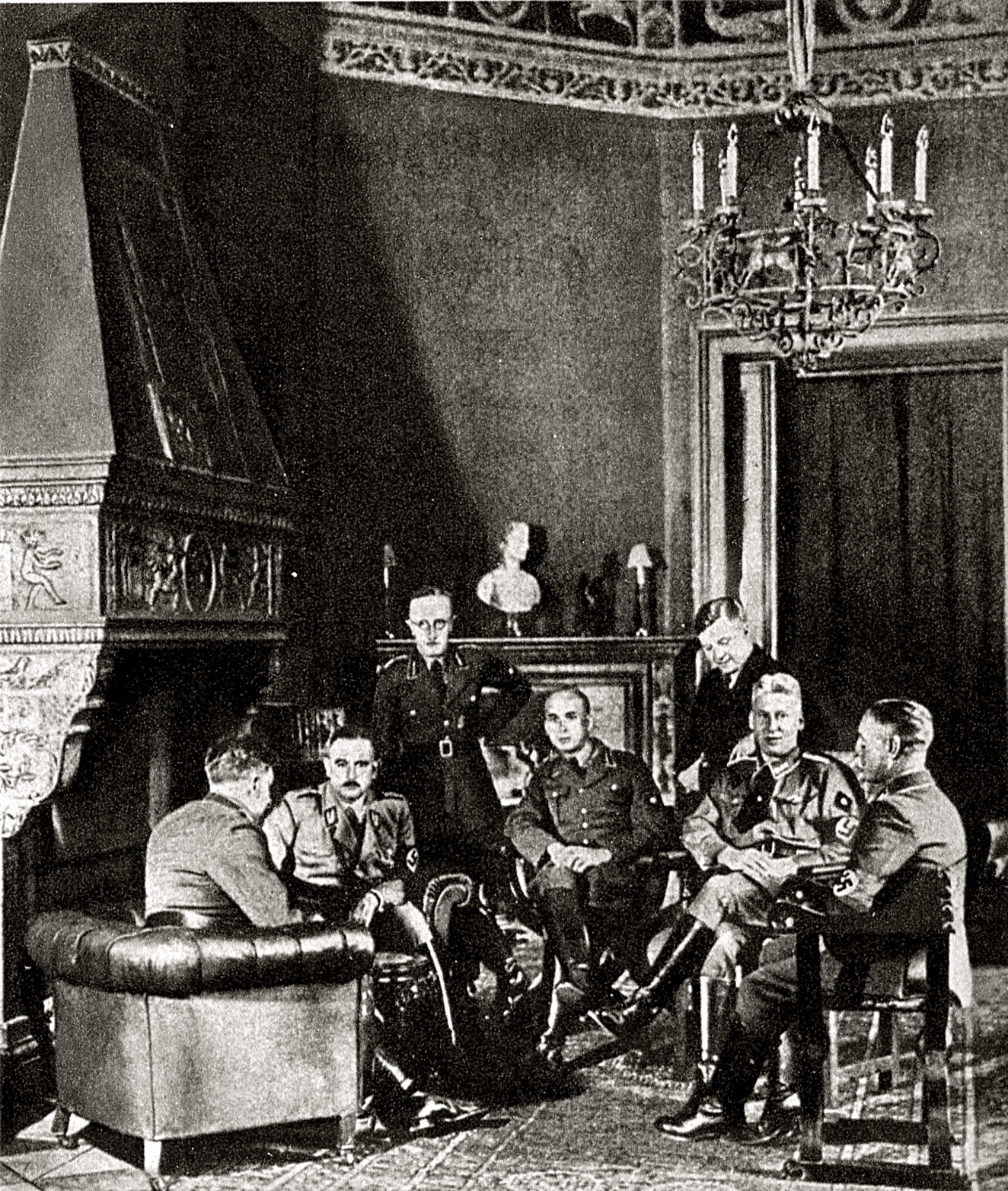
Высшая администрация науки нацистской Германии

Положение науки и техники в нацистской Германии, как и при любом другом тоталитарном режиме,  во многом определялось партийными указаниями и установившейся в стране политической атмосферой.
1 мая 1934 года министром науки, просвещения и народного образования был назначен Бернхард Руст (Rust, Reichs- und preußischen Minister für Wissenschaft, Erziehung und Volksbildung), которому было вменено в обязанность руководство наукой в духе партийной идеологии.
Поощрялась, главным образом, любая наука, дающая очевидный результат. После захвата северных областей Франции Гитлер, посчитавший ближайшие свои политические задачи (см. Майн кампф) выполненными, дал указание на сворачивание тех разработок в промышленности для военных нужд, которые не могли быть закончены  в 1942 году.

## Влияние нацистской идеологии
Теоретическим обоснованием национал-социализма неофициально считается труд Альфреда Розенберга, (ещё в 1922 году издавшего книгу «Природа, основные принципы и цели НСДАП») — «Миф XX века» (1930 год). Среди многих должностей Розенберг занимал пост руководителя Центрального исследовательского института по вопросам национал-социалистической идеологии и воспитания (1940—1945).
Как выпускник Московского высшего технического училища (МВТУ им. Баумана), окончивший его в январе 1918 года с дипломом первой степени,он был ознакомлен с основами марксизма, но исказил его, предположив, что всю историю человечества можно объяснить с точки зрения расовой теории, а не классовой борьбы.
Наибольшему влиянию идеологического аппарата подвергались гуманитарные науки. Была провозглашена кампания по пересмотру и переписыванию немецкой истории и освобождение её от узости и ограниченности, свойственных прежнему подходу со стороны профессионалов. Целью истории стало воспитание патриотических чувств путём разъяснения, что героическое прошлое немецкой нации не есть результат иностранного влияния, в первую очередь Рима, а активности германских племён.
Ощутимый урон для науки Германии принёс введённый расовый принцип отбора специалистов, допущенных к разработкам, считавшимися достойными внимания со стороны научной бюрократии. По этой причине Германию покинули такие учёные с мировым именем, как Эйнштейн, Эми Нётер и Лиза Мейтнер. Нобелевский лауреат Густав Герц был вынужден прекратить свою педагогическую деятельность, та же участь «на основании расовых соображений» постигла и другого нобелевского лауреата Джеймса Франка.
Некоторые видные учёные активно подключились к созданию «Арийской науки», призванной дать научное обоснование идеологии национал-социализма. Известный учёный-физик Филипп Ленард («окно Ленарда») выступил как основатель «арийской немецкой физики», а нобелевский лауреат профессор Йоханнес Штарк, открывший эффект Штарка, проявил активность по очистке немецкой науки от «еврейского влияния» в роли Президента физико-технического государственного комитета (нем. Präsident der Physikalisch-Technischen Reichsanstalt).
Влияние предыдущей эпохи
Научный мир Германии сохранял образ мыслей, характерный для предыдущей эпохи, когда немецкая наука занимала одно из ведущих мест в мире как в области теории, так и её прикладных разделах. Среди учёных, дороживших научными контактами, позволявшими вести плодотворный обмен мнениями, не наблюдалось желания участвовать в разработке вооружений, неизбежно связанных с секретностью. При этом, кроме морального неприятия партийной идеологии, ими руководило опасение оказаться в зависимости от диктата несведущей в науке администрации, что неизбежно лишило бы их свободы в выборе тематики исследований, а при определённых условиях — и личной свободы.
В годы Второй мировой войны в Берлине продолжил свою научную деятельность Н. В. Тимофеев-Ресовский, создававший основы радиационной генетики, генетики развития и популяционной генетики.

## Довоенная хроника
- 1933 — создание электронного микроскопа (авторы: Knoll, v.-Borries, Ruska und Bruche), кварцевых часов (Scheibe und Adelsberger), разработка дизель-электрической трансмиссии
- 1934 — начало промышленного производства искусственного волокна (Rein), пробная реализация общественного телевидения (Берлин), постройка гигантского судоподъёмника.
- 1935 — введение в медицинскую терапевтическую практику сульфамидов.
- 1936 — изобретение нервно-паралитического отравляющего вещества табун, начало производства синтетического каучука (концерн Buna), разработка технологии обогащения железных руд, разработка технологии изготовления многослойных цветных фотоматериалов (Рудольф Фишер), эксперименты с развитием звукового цветного кино, телепередача по телефону (Лейпциг-Берлин), создание научно-исследовательского и испытательного ракетного центра в Пенемюнде.
- 1937 — изобретение искусственного волокна перлон (Schlack), начало раскопок в Олимпии.
- 1938 — крупная экспозиция телевизионной техники (Berlin), профессор Отто Ган, используя химические методики, открывает явление распада атомного ядра.
  - 17 декабря 1938 года Отто Ган и его ассистент Фриц Штрассман открыли и доказали в Берлине деление уранового ядра, что стало научной и технической базой для использования ядерной энергии.
- 1939 — изобретение боевого нервно-паралитического отравляющего вещества зарин (Schrader, Ritter, Linde und Ambros), изобретение инсектицида ДДТ (Schrader и П. Г. Мюллер), разработка технологии изготовления искусственных жиров (Reppe), начало работ по использованию ядерной энергии, начало работ по радарной технике, первые полёты самолётов с реактивными двигателями He 176 и He178 (24 Aug.)
- 1940 — создание кремний-органических материалов (R. Müller). 
Манфред фон Арденне создал электронный микроскоп с увеличением 500 000 раз[3].
Фирма I.G.Farbenindustrie AG продала патент на производство искусственного каучука из продуктов переработки нефти (патенты Buna N и Buna S) американскому концерну Standard Oil, что позволило США обеспечить в короткий срок производство искусственной резины и обеспечить свои потребности в будущем, когда Япония захватила в Азии плантации каучуконосов[3].

## Военное время (1939—1945)
Нацистская Германия имела большое количество новаторских военных и научных разработок.
Однако, осенью 1940 г. Гитлер, надеясь на скорое окончание войны, сделал одну из роковых своих ошибок, издав приказ, согласно которому было запрещено дальнейшее совершенствование тех видов оружия, если они не могли быть внедрены в армию в течение одного года. Так, например, на год и более было задержано развитие и боевое применение первых в мире реактивной авиации и ракетного «оружия возмездия» и вообще не были завершены такие работы, как создание по проекту «Америка» межконтинентальных ракет A-9/A-10 и частично-орбитального бомбардировщика Silbervogel, ядерного оружия и ряда других проектов.
Главным направлением научно-исследовательских и опытно-конструкторских работ Германии стало удовлетворение потребностей военной промышленности и повышение боеспособности армии.

### Артиллерия
Немецкая 88-мм зенитная пушка образца 1918 (1941 года), с начальной скоростью снаряда 1000 м/с, более известная как «ахт унд ахт» в своих вариантах Flak 18, Flak 36, Flak 37 и Flak 41 стала для того времени непревзойдённым достижением артиллерийской техники. Наряду с тем, что она загнала вражескую авиацию на большие высоты, она стала прекрасным противотанковым средством, одним из немногих на начало войны, способных прямым выстрелом на дистанции 1 км расстреливать советские танки Т-34 и КВ-1, британские «Матильда», французские B-1. Летом 1944 на вооружении вермахта имелось 40 000 таких орудий. Лишь в октябре 1944 из этих орудий было выпущено 3,1 млн снарядов. Конкурентом этого орудия (выпускавшегося фирмой Рейнметалл) стала специально разработанная в 1943 г. для противотанковой обороны фирмой Крупп пушка 8,8-cm-PAK 43 и 8,8-cm-PAK 43/41

Преимущество советских танков Т-34 и КВ в бронировании было сведено на нет уже к лету 1942 г., что произошло в связи с разработкой немцами самоходных штурмовых орудий калибром 75 мм, болванка которых пробивала броню любых советских танков на дистанции 1 км. Их появление дало возможность отвести с передовой на вторую линию громоздкие пушки калибром 88 мм и создать эшелонированную противотанковую оборону.
Вооружение танка PzIII длинноствольным 50 мм орудием KwK39 сравняло его по вооружению с современными ему советскими танками, заметно уступавшими ему в манёвренности..
Серийно выпускались противотанковые пушки с коническим стволом, со значительно лучшими характеристиками.

Разработаны подкалиберные снаряды, которые впервые были применены в конце 1941 года.
Появились предшественницы современных револьверных пушек — пушки MK 213 (летом 1944 г. были испытаны на Fw 190).
Впервые в войнах немецкие диверсанты использовали кумулятивный эффект, когда ими были применены кумулятивные заряды для разрушения бельгийского форта Эбен-Эмаэль
Разработан предшественник современных автоматов — штурмовая винтовка StG-44.

### Ракетная техника
Продвинулись разработки в области ракетной техники, опирающиеся на исследования Оберта. Немцами была использована реактивная артиллерия, предназначавшаяся вначале для ведения химической войны. Ознакомившись с засекреченной советской установкой РС («Катюша»), они провели усовершенствование своих реактивных снарядов, обеспечив им вращательное движение, что сделало вследствие высокой точности попадания стрельбу более эффективной. Однако немецкие РСЗО никогда не достигали такой массовости применения, как в Красной Армии или войсках западных союзников. Созданные под конец войны ракеты с раскрывающимся оперением R-4M стали прообразом всех послевоенных систем подобного назначения.
Разработаны противотанковые управляемые ракетные снаряды (Противотанковая ракета X-7 «Rotkäppchen», Rumpelstilzchen, Rochen-1000/2000, Flunder).
Разработаны ракеты класса воздух-воздух (Ruhrstahl X-4) и зенитные ракеты (Вассерфаль).
Под руководством генерала Дорнбергера и благодаря таланту, знаниям и энергии Вернера фон Брауна был достигнут значительный прогресс — в рамках работ по созданию «оружия возмездия» были созданы и применялись первые в мире боевые баллистические ракеты Фау-2, были созданы и успешно применялись тысячи раз крылатые ракеты Фау-1.
Результатом этого в итоге стало возможным освоение космического пространства человечеством.

"Ни одно частное лицо или государственное учреждение не могло позволить себе трату миллионов марок на создание больших ракет, если это ограничивалось бы исключительно интересами чистой науки. Перед нами, человечеством, согласным на любые затраты, была поставлена задача решить великую цель и сделать в этом отношении первый практический шаг. И мы открыли дверь в будущее…
— Вальтер Дорнбергер

### Средства наблюдения и наведения
Значительные успехи имели немецкие учёные в области прикладной оптики, где ими были созданы на базе пользующегося впоследствии мировой известностью народного предприятия «Карл Цейсс» и тесно связанной с ним фирмой по производству оптических материалов фирмой Шотт непревзойдённые по качеству приборы наблюдения и прицеливания. Тогда же был изобретён, пошёл в производство и стал поставляться на флот новый тип дальномера — стереоскопический дальномер. Это позволило обеспечить значительное увеличение точности первых выстрелов боевого корабля, решающих исход морского боя.
Созданная в Германии танковая оптика существенно повысила боевые качества немецких танков, по сравнению с танками советского производства, бывшими практически слепыми, что заставляло водителей идти в бой с открытыми «на ладонь» люками. По этой причине, а также неудачному размещению смотровых приборов, и традиционному пренебрежению к вопросам удобства экипажа, Т-34, этот «самый лучший танк в мире» (фельдмаршал фон Клюге), имевший безусловное превосходство по проходимости, вооружению, бронированию и запасу хода по сравнению с популярным у немецких танкистов и массовым PzIII[уточнить],. Этому способствовало и оснащение немецких танковых соединений УКВ-приёмопередатчиками., что значительно улучшало качество командования танковыми подразделениями; также применялась противоминная обмазка для танков (циммерит); появились стабилизаторы орудия (танки класса «Е»).
Были разработаны и стали поставляться в войска приборы ночного видения на основе использования электронно-оптических преобразователей, чувствительные как в видимой, так и ближней инфракрасной области спектра.

### Радиоэлектроника
Задел, которым располагала Германия в начале войны в области радио был сравним с уровнем союзников. Но немцы совершили ошибку, сделав ставку на дециметровый диапазон, в то время как Англия уже в 1942 г. перешла на сантиметровый. Это не только сократило габариты аппаратуры, что позволило её применять на самолётах (но радиолокаторы устанавливались и на немецких самолётах), но даже использовать её для поиска малоразмерных целей. В связи с этим резко возросли потери немецких подводных лодок.

### Авиация
Создан первый в мире специализированный военно-транспортный самолёт (Messerschmitt Me.323 Gigant).
Разработан реверсивный винт самолёта.
Разработаны катапультируемые кресла — He-219 стал первым боевым самолетом в мире (1942), оснащённым ими.
Достаточно широко использовалась реактивная авиация.

### Флот
Для флота были разработаны не поддающиеся тралению магнитные мины, беспузырные электроторпеды, а также торпеды акустические, секрет которых был раскрыт советскими водолазами, сумевшими поднять потопленную катером ст.лейтенанта Коленко в районе Выборга немецкую подводную лодку U-250, имевшую на борту такую торпеду.
Значительное продвижение произошло в области повышения боевых качеств подводных лодок: появились радиопоглощающие покрытия, шнорхели и пр.

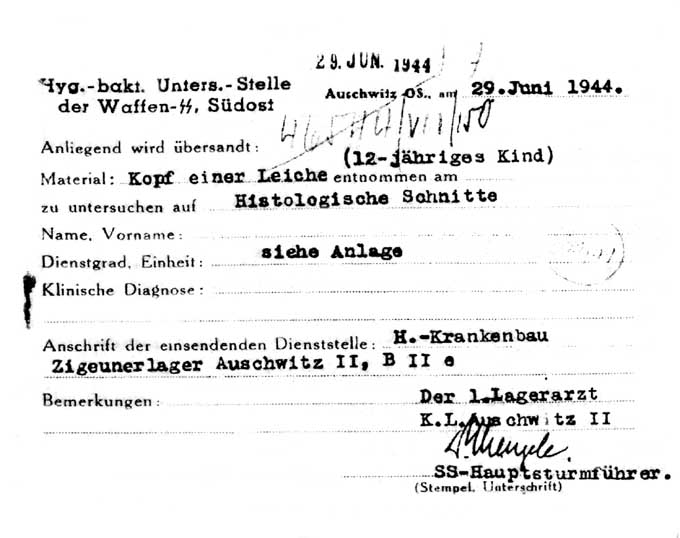
Запрос, в котором доктор Йозеф Менгеле требует предоставить ему для «исследования» голову 12-летнего ребёнка. Из архива цыганского сектора лагеря Освенцим

## Медицина
В годы войны немецкие врачи, преимущественно члены партии, проводили в концентрационных лагерях эксперименты, несовместимые с врачебной и общечеловеческой этикой, в том числе по выяснению пределов жизнеспособности организма человека.
Сразу после окончания процесса над главными военными преступниками 9 ноября 1946 года начался Нюрнбергский процесс над врачами (Ärzteprozess). В ходе процесса был рассмотрен 1471 документ, заслушаны свидетели обвинения и защиты.
Показания обвиняемых были изданы большим тиражом в двухтомнике: «Wissenschaft ohne Menschlichkeit» и «Diktat der Menschenverachtung», но в открытую продажу эти материалы не поступили..

## Ядерный проект

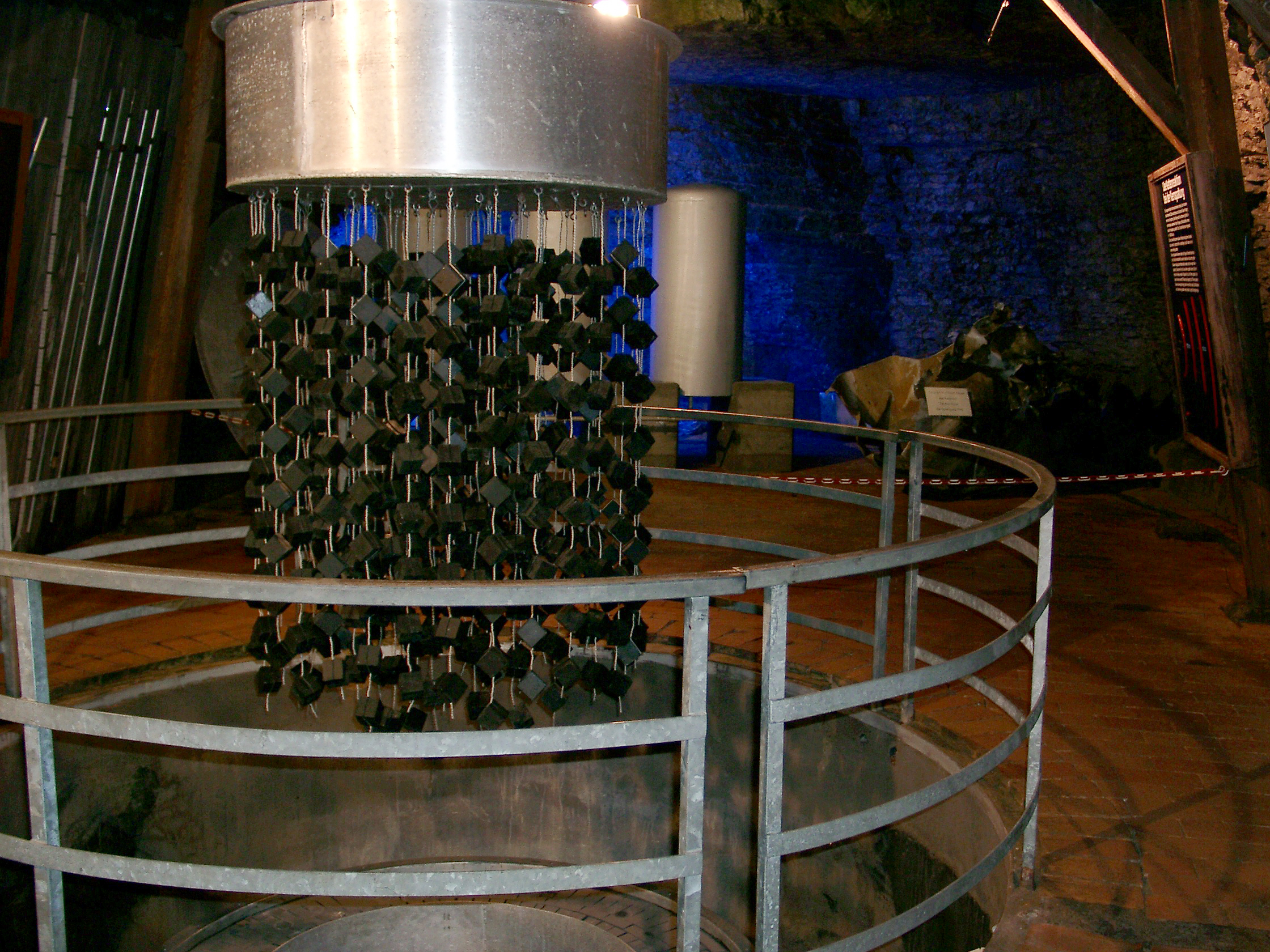
Хайгерлох. Макет начинки ядерного котла

В нацистской Германии велись работы по созданию ядерного оружия. Однако Урановый проект до разгрома Германии завершён не был в связи с организационными просчётами, научными ошибками, эмиграцией из страны ряда учёных, не готовых мириться с нацистским режимом.
В Германии продолжали работать такие светила науки, как Вальтер Боте, Отто Ганн, Эрих Багге, Карл Фридрих фон Вайцзеккер, Карл Вирц, Вернер Гейзенберг, Вальтер Герлах, Курт Дибнер, Хорст Коршинг, Макс фон Лауэ, Пауль Хартек, которые имели прямое отношение к исследованиям в области ядерной энергии.
Работы в этой области велись в направлении создания двигательных установок, что было вызвано хронической нехваткой горючего.
Обнаруженная в Хайгерлохе аппаратура подтверждает, что конструкция активной зоны ядерной установки не предусматривала достижения критической массы для обеспечения взрыва.

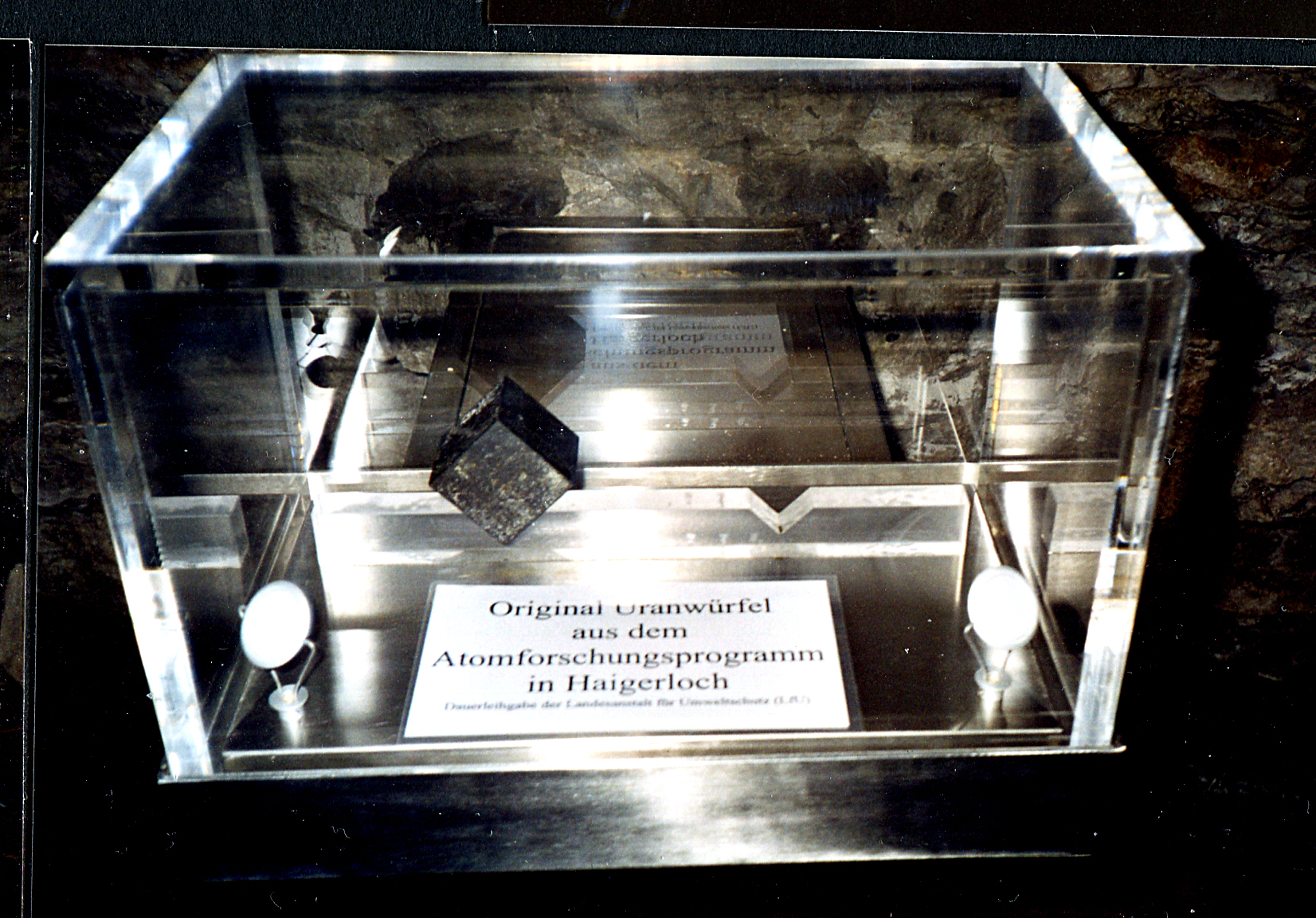
Кубик ядерного горючего

Имеющиеся сведения о ранних первых применениях ядерной энергии в системах вооружения касаются проведённых на военнопленных экспериментов в Тюрингии и на острове Рюген испытаний так называемой «грязной бомбы», в которой при взрыве обычного заряда по поверхности распространяется сильно радиоактивное и потому опасное вещество.
Немецкому бюрократическому аппарату не удалось реализовать целостной научной политики. В результате важнейшие разработки, требовавшие серьёзного теоретического обоснования и координированных усилий множества специалистов (типа Манхеттенского проекта), оказались в условиях нацистской Германии невозможными.
После войны нацистские учёные были интернированы в лагере Фарм Халл, где с удивлением для себя узнали о реализации проекта ядерной бомбы в Хиросиме, но вначале посчитали это газетной уткой.
Начатые союзниками регулярные бомбовые налёты не только заставили территориально рассредоточить производство, но и начать создание подземных предприятий и лабораторий.

## Народное хозяйство
- Разработка магнитной звукозаписи, в том числе стереофонической, и широкое её внедрение
- Первое широковещательное телевидение и трансляция с помощью него Олимпиады
- Народный автомобиль — фольксваген